# ボンバルディア チャレンジャー 600

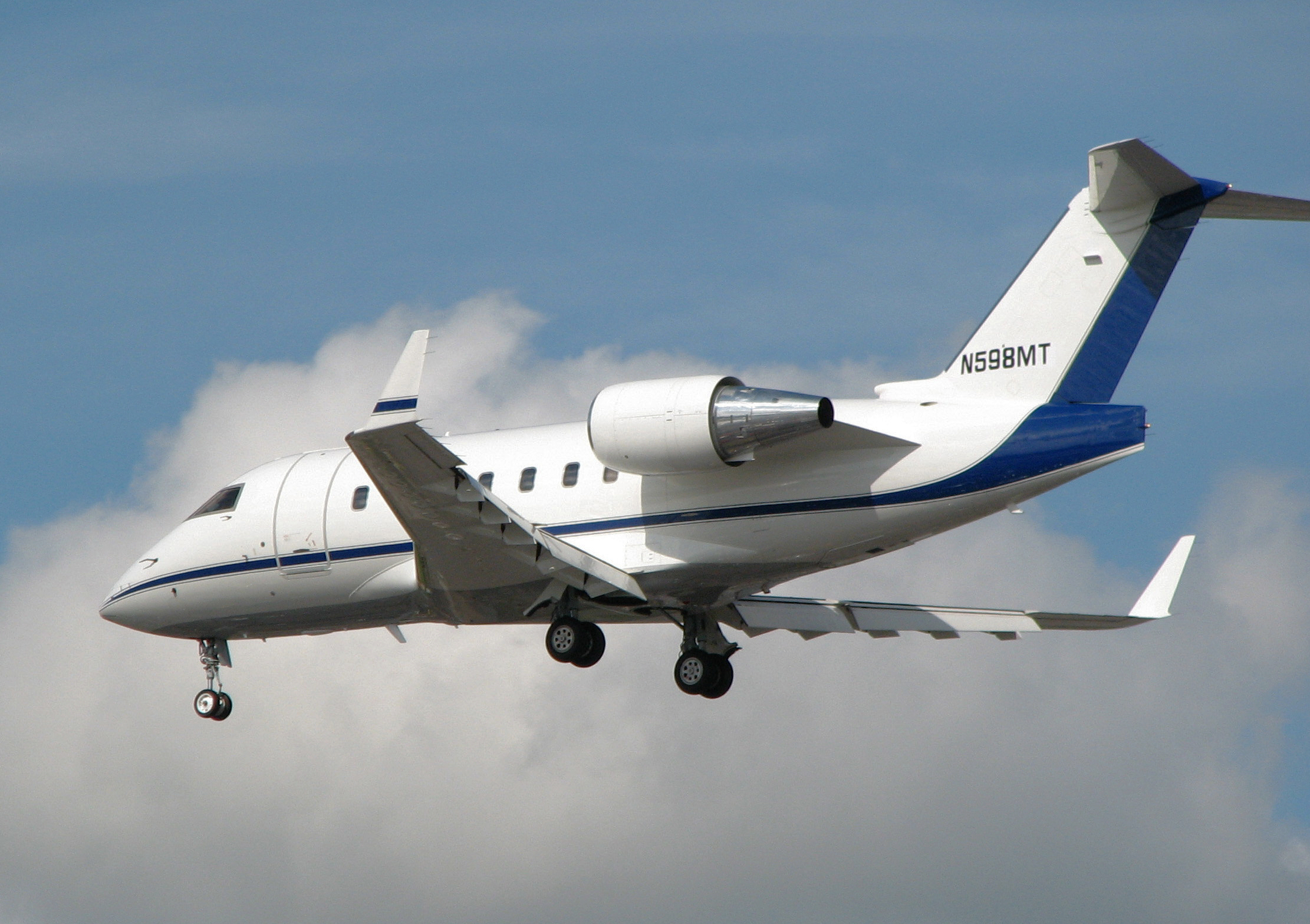
ボンバルディア チャレンジャー 604

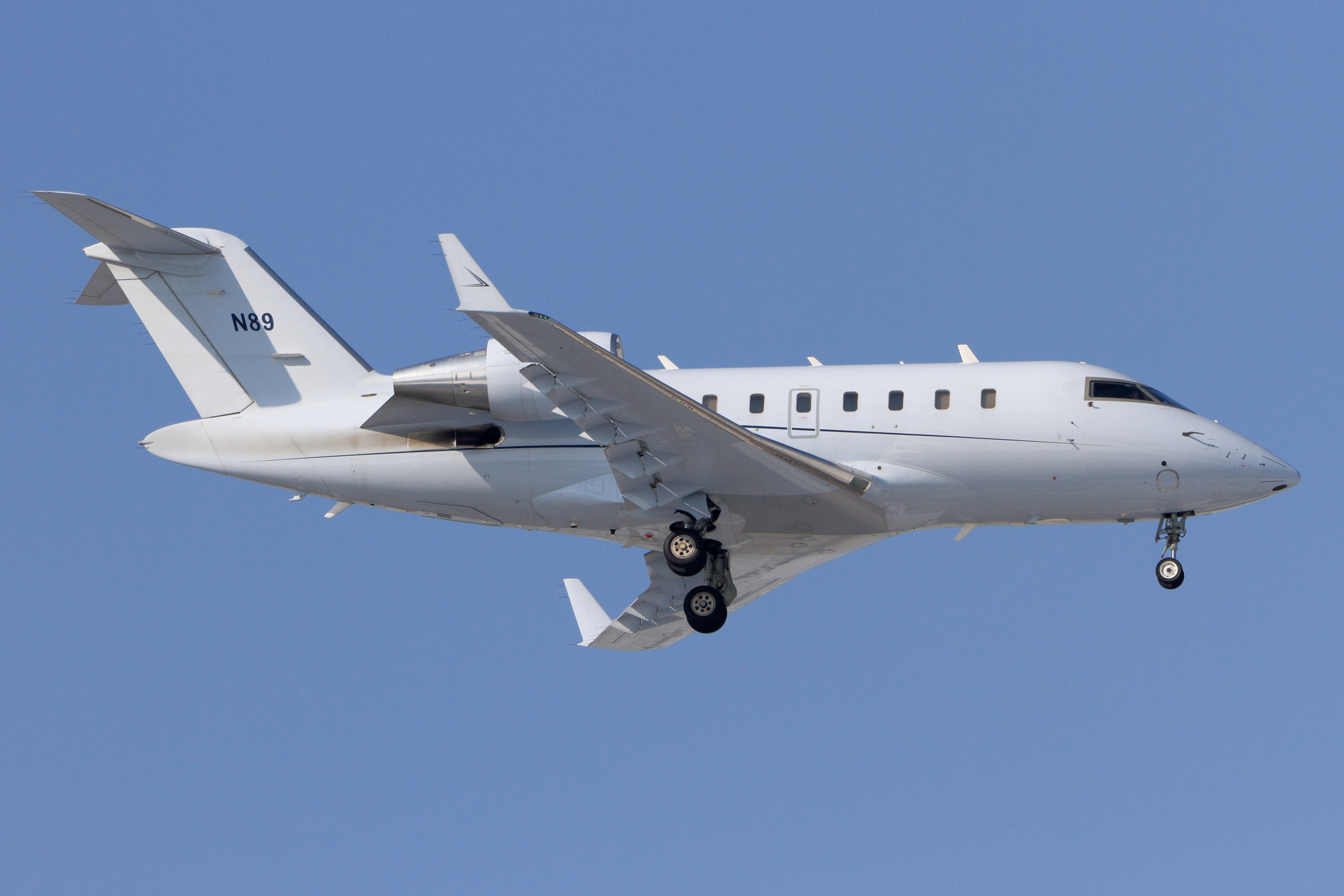
三沢飛行場で飛行検査を行なう連邦航空局のN89

ボンバルディア チャレンジャー 600(Bombardier Challenger 600)はボンバルディア・エアロスペース社が製造しているビジネスジェットである。初飛行は1978年。当時のビジネスジェット機としては胴体直径が大きく広々としたキャビンを持ち、その設計はリージョナルジェットへと発展した。

## 概要
1970年代後半にリアジェット社が構想していたLearStar 600案をカナディア社が買い取り開発を進めたものである。名称の600は目標とする巡航速度が600mph（966km/h）であったことに由来する。双発ジェット機であり、エンジンは胴体後部左右に取り付けられている。後退翼の主翼を持ち、主翼端にはウィングレットがある。尾翼はT字尾翼である。
初飛行は1978年11月8日。1980年にFAAの型式証明を取得し、以降改良を続けながら2000年代も生産が続けられている。生産機数は2004年までに630機にのぼる。2015年にはチャレンジャー650が登場した。

## 各型
- 600：初期生産型。1983年までに83機製造。うち76機はウィングレットが装備され601-1A相当に改修された。また、12機がカナダ軍に採用され、CC-144, CE-144、CX-144などと呼称された。
- 601
  - 601-1A：ウィングレットが装備され、エンジンが強化された型。
  - 601-1A/ER：601-3R相当に燃料容量を拡大した型。
  - 601-3A：グラスコックピットを採用した型。
  - 601-3A/ER：601-3Aの601-3R相当に燃料容量を拡大した型。
  - 601-3R：テイルコーンに燃料タンクを増設した型。航続距離6,630km。
- 604：大幅な改良型であり、エンジン、燃料容量、主翼・尾翼の構造、電子装置などが改良されている。アメリカ沿岸警備隊でもC-143の名称で指揮統制機として2005年に1機が採用された。
- 605：2006年に登場した最新型であり、機体構造を見直し尾部形状が丸みを帯びたほか、キャビンの窓などが拡大されている。アビオニクスも改良された。
- 610：乗客24名を載せるストレッチ型である。1981年に開発中止となり、実機は完成していない。この構想を元にボンバルディア CRJが開発された。
- 650：2015年に登場した。インテリアを改良し、Rockwell CollinsのProlines 21をフライトデックに導入。離陸推力を5%増加させた。

### 軍用型

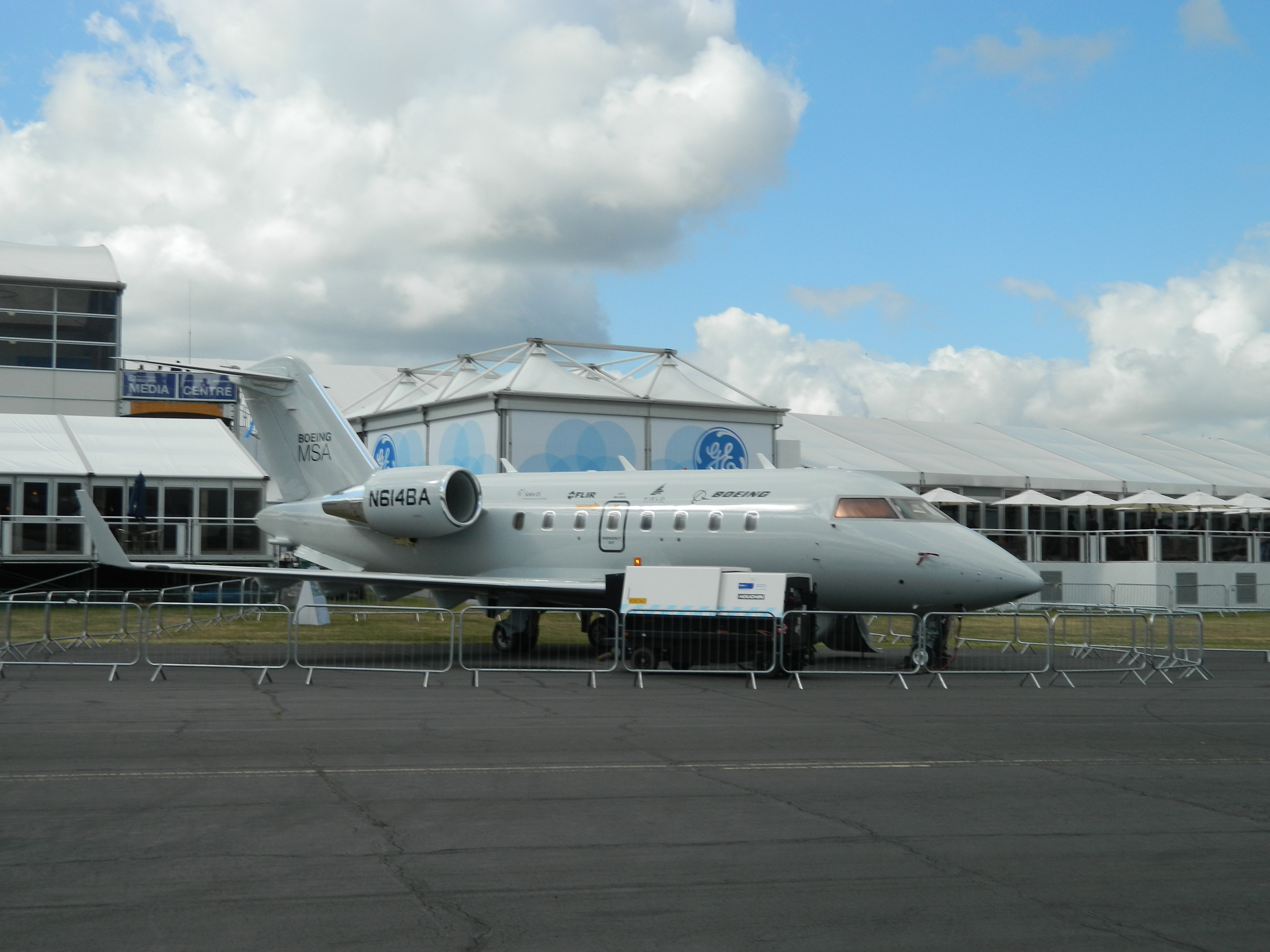
CL-605 MSA（2014年）

CL-605 MSA （Boeing Maritime Surveillance Aircraft）
ボーイングが605を改造した洋上監視機。ボーイングが販売するP-8は高価であるため、より低コストな機体を望むユーザー向けに提案されている。MSAは洋上監視機（Maritime Surveillance Aircraft）の略。
監視機材としてターレット式のカメラ、磁気探知機を搭載するほか、P-8と同じAN/APY-10レーダーを機首下部に追加している。
洋上監視が主目的であるためソノブイや武装の運用能力は無く、P-8のようなMQ-4C トライトンとの連携機能もない。エンジンなど機体構造は605とほぼ同等である。
販売からサポートまでボーイングが担当する。予定価格は5500万から6000万ドルとP-8（2億ドル以上）に比べ安価に抑えられている。

## 要目(601-3A)
- 全長：20.85m
- 全幅：19.61m
- 全高：6.3m
- 自重：9.3t
- エンジン：GE CF34-3A ターボファンエンジン（推力40.7kN）2基
- 乗員：2名
- 乗客：最大19名
- 航続距離：6,236km
- 最大速度：851km/h